# Magritte du meilleur espoir masculin
Le Magritte du meilleur espoir masculin est une récompense décernée depuis 2011 par l'Académie André Delvaux, laquelle décerne également tous les autres Magritte du cinéma.

## Palmarès

### Années 2010
| Année | Acteur               | Film                      |
| ----- | -------------------- | ------------------------- |
| 2011  | Joffrey Verbruggen   | La Régate                 |
| 2011  | Jonas Bloquet        | Élève libre               |
| 2011  | Amir Ben Abdelmoumen | Oscar et la Dame rose     |
| 2011  | Martin Nissen        | Un ange à la mer          |
| 2012  | Thomas Doret         | Le Gamin au vélo          |
| 2012  | Romain David         | Noir Océan                |
| 2012  | David Murgia         | Bullhead (Rundskop)       |
| 2012  | Martin Nissen        | Les Géants                |
| 2013  | David Murgia         | La Tête la première       |
| 2013  | Martin Swabey        | Little Glory              |
| 2013  | Gael Maleux          | Mobile Home               |
| 2013  | Cédric Constantin    | Torpedo                   |
| 2014  | Achille Ridolfi      | Au nom du fils            |
| 2014  | Bent Simons          | Kid                       |
| 2014  | Steve Driesen        | Landes                    |
| 2014  | Mehdi Dehbi          | Le Sac de farine          |
| 2015  | Marc Zinga           | Les Rayures du zèbre      |
| 2015  | Corentin Lobet       | Je fais le mort           |
| 2015  | Matteo Simoni        | Marina                    |
| 2015  | Benjamin Ramon       | Tokyo anyway              |
| 2016  | Benjamin Ramon       | Être                      |
| 2016  | David Thielemans     | Bouboule                  |
| 2016  | Romain Gelin         | Le Tout Nouveau Testament |
| 2016  | Arthur Bols          | Préjudice                 |
| 2017  | Yoann Blanc          | Un homme à la mer         |
| 2017  | Lazare Gousseau      | Baden Baden               |
| 2017  | Pierre Olivier       | Nous quatre               |
| 2017  | Martin Nissen        | Welcome Home              |
| 2018  | Soufiane Chilah      | Dode hoek                 |
| 2018  | Mistral Guidotti     | Home                      |
| 2018  | Arieh Worthalter     | Le Passé devant nous      |
| 2018  | Baptiste Sornin      | Sonar                     |
| 2019  | Thomas Mustin        | L'Échange des princesses  |
| 2019  | Matteo Salamone      | Mon Ket                   |
| 2019  | Basile Grunberger    | Nos batailles             |
| 2019  | Baptiste Lalieu      | Une part d'ombre          |

### Années 2020
| Année                          | Acteur                         | Film                           |
| ------------------------------ | ------------------------------ | ------------------------------ |
| 2020                           | Idir Ben Addi                  | Le Jeune Ahmed                 |
| 2020                           | Baloji                         | Binti                          |
| 2020                           | François Neycken               | Escapada                       |
| 2020                           | Jérémy Senez                   | Trois Jours et une vie         |
| 2022                           | Günter Duret                   | Un monde                       |
| 2022                           | Yoann Zimmer                   | Des hommes                     |
| 2022                           | Roméo Elvis                    | Mandibules                     |
| 2022                           | Basile Grunberger              | SpaceBoy                       |
| 2023                           | Eden Dambrine                  | Close                          |
| 2023                           | Gianni Guettaf                 | Animals                        |
| 2023                           | Gustav De Waele (it)           | Close                          |
| 2023                           | Pablo Schils                   | Tori et Lokita                 |
| 2024                           | Lazare Gousseau                | Le Syndrome des amours passées |
| 2024                           | Amine Hamidou, N'Landu Lubansu | Le Paradis                     |
| 2024                           | Yoann Zimmer                   | Retour à Séoul                 |
| 2025                           |                                |                                |
| Amine Hamidou, Mehdy Khachachi | Amal : Un esprit libre         |                                |
| Makenzy Lombet                 | Il pleut dans la maison        |                                |
| Lou Goossens (d)               | Young Hearts                   |                                |

## Nominations multiples
Une récompense et une nomination :
- David Murgia : récompensé en 2013 pour La Tête la première, et nommé en 2012 pour Bullhead
- Benjamin Ramon : récompensé en 2016 pour Être, et nommé en 2015 pour Tokyo anyway

Trois nominations :
- Martin Nissen : en 2011 pour Un ange à la mer, en 2012 pour Les Géants et en 2017 pour Welcome Home

Deux nominations :
- Basile Grunberger : en 2019 pour Nos batailles et en 2022 pour SpaceBoy